# WebRatio
WebRatio S.r.l. è una società di software per le imprese, fondata nel 2001 e con sedi in Italia, Ecuador e Stati Uniti. L’azienda è stata tra le prime al mondo a ideare, sviluppare e commercializzare un ambiente di sviluppo di applicazioni basato sulla ingegneria guidata dal modello che utilizza un linguaggio di modellazione.

## Storia
L'azienda è stata fondata nel 2001 da un gruppo composto da studenti e docenti del Politecnico di Milano (tra i quali Stefano Ceri). WebRatio ha l’intento di commercializzare l’omonimo ambiente di sviluppo di applicazioni - WebRatio Platform - che utilizza il linguaggio di modellazione ideato dagli stessi fondatori, WebML, una notazione visuale per la specifica di composizione  e di navigazione di applicazioni ipertestuali per il Web. Nel 2009 l’azienda apre una sede in Ecuador e nel 2013 si aggiunge anche una sede negli Stati Uniti. Sempre nel 2013 WebRatio dona il linguaggio WebML ad Object Management Group (OMG) che lo estende ad una più vasta gamma di interfacce front-end dando vita allo standard Interaction Flow Modeling Language (IFML).

## Prodotti
- WebRatio Web Platform - ambiente di sviluppo visuale per la modellazione e generazione automatica di applicazioni web
- WebRatio Mobile Platform - ambiente di sviluppo visuale per la modellazione e generazione automatica di applicazioni mobile
- WebRatio BPM Platform - ambiente di sviluppo visuale per la modellazione e generazione automatica di applicazioni basate su processi di business (BPM)
- Original Skills - servizio online per la valutazione delle soft skills del personale in azienda

## Servizi
Consulenza e sviluppo software web e mobile, formazione e certificazione IFML.

## Premi, riconoscimenti e menzioni
- 2017 al concorso Digital360Awards WebRatio vince il premio come migliore soluzione di Digital Transformation
- 2017 WebRatio Mobile Platform è menzionata nella guida di Gartner “Market guide for Rapid Mobile App development tools”
- 2016 WebRatio Mobile Platform è menzionata nella guida di Gartner “Market guide for Rapid Mobile App development tools”
- 2015 WebRatio BPM Platform è menzionata nella guida di Gartner “Market Guide to Business Process Management Platforms”
- 2014 WebRatio BPM Platform è menzionata nella guida di Gartner “Hype Cycle for Business Process Management, 2014”
- 2013 Gartner nomina WebRatio “Cool Vendor” nel settore delle “Application and Integration Platform”
- 2013 L’Object Management Group (OMG) adotta il linguaggio di modellazione IFML come standard